# Jusuf Bak
Jusuf Bak (arab. يوسف بك) – miejscowość w Syrii, w muhafazie Aleppo. W 2004 roku liczyła 1138 mieszkańców.